# Vacations
Vacations é uma banda australiana de indie rock de Newcastle, New South Wales, formada em 2015.

## História
A banda foi fundada pelo vocalista Campbell Burns em 2015, juntamente com Jake Johnson, Nate Delizzotti e Joseph Van Lier. Em 2018, eles lançaram seu álbum de estreia Changes. Em 2020, lançaram seu segundo álbum Forever in Bloom, pela Believe Records.
A banda ganhou força quando sua música de 2016 "Young" de seu EP Vibes se tornou viral no TikTok. Em junho de 2023, a música tinha mais de 400 milhões de streams no Spotify. Também foi certificado ouro nos Estados Unidos, acumulando mais de 500 000 vendas.

## Estilo
A banda descreve sua música como "pop com guitarras suaves" e toca principalmente uma mistura de indie rock e indie pop com elementos de shoegaze e lo-fi. O estilo musical da banda soa semelhante a Mac DeMarco, que Campbell Burns disse ser uma grande influência para a banda.

## Discografia

### Álbuns
| Título           | Detalhes do álbum                                                                      |
| ---------------- | -------------------------------------------------------------------------------------- |
| Changes          | - Lançamento: 2018 - Formato: CD, cassete, digital - Gravadora: Human Sounds Records   |
| Forever in Bloom | - Lançamento: Setembro de 2020 - Formato: CD, LP, digital - Gravadora: No Fun, Believe |

### EPs
| Título | Detalhes do álbum                                                     |
| ------ | --------------------------------------------------------------------- |
| Days   | - Lançamento: 2015 - Formato: CD, digital - Gravadora: Campbell Burns |
| Vibes  | - Lançamento: 2016 - Formato: CD, digital - Gravadora: Campbell Burns |

### Singles certificados
| Título  | Ano  | Álbum | Certificação |
| ------- | ---- | ----- | ------------ |
| "Young" | 2015 | Vibes | - RIAA: Ouro |